# Idiocerus candens
Idiocerus candens är en insektsart som beskrevs av Mitjaev 1967. Idiocerus candens ingår i släktet Idiocerus och familjen dvärgstritar. Inga underarter finns listade i Catalogue of Life.